# Leptophlebia intermedia
Leptophlebia intermedia är en dagsländeart som först beskrevs av Jay R. Traver 1932.  Leptophlebia intermedia ingår i släktet Leptophlebia och familjen starrdagsländor. Inga underarter finns listade i Catalogue of Life.